# Зорин, Александр Сергеевич
Александр Сергеевич Зорин (род. 11 августа 1968) — российский военачальник, начальник управления Главного управления Генерального штаба Вооружённых Сил Российской Федерации. Герой Российской Федерации, генерал-лейтенант.

## Биография
Родился 11 августа 1968 года в городе Харьков Украинской ССР (ныне — Украины) в семье военнослужащего.
Получил высшее военное образование. Служил в Главном разведывательном управлении Генерального штаба (ныне — Главное управление Генерального штаба) Вооружённых Сил Российской Федерации.
В 2016-2017 годах – специальный представитель Минобороны России в целевых группах по прекращению огня и гуманитарным вопросам в Женеве.
В дальнейшем стал начальником управления Главного управления Генерального штаба Вооружённых Сил Российской Федерации.
Неоднократно выезжал в командировки в Сирийскую Арабскую Республику, где принимал непосредственное участие в руководстве военной операцией против запрещённой в Российской Федерации международной террористической организации «Исламское государство». Прилагал все возможные усилия по примирению между сирийским правительством и повстанцами в Гуте, в Даръа и в Кунейтре.
Имея дело с оппозицией, часто выступал неким связующим звеном для примирения различных сторон, чем немало удивлял политиков и представителей гражданского общества. Такой подход способствовал предложению по созданию совместного совета сирийской армии, различных группировок, курдов и перебежчиков. В политическом плане был одним из «архитекторов» конференции национального диалога в 2018 году и организовал поездку представителей оппозиции на военном самолёте из Женевы в Сочи.
За мужество и героизм, проявленные при исполнении воинского долга, Указом Президента Российской Федерации («закрытым») генерал-майору Зорину Александру Сергеевичу присвоено звание Героя Российской Федерации с вручением знака особого отличия – медали «Золотая Звезда».
В марте 2020 года был в числе участников российско-сирийских переговоров с президентом Сирии Башаром Асадом в Дамаске в составе делегации во главе с министром обороны Российской Федерации Сергеем Шойгу.
Живёт и служит в Москве.
Генерал-лейтенант (декабрь 2022 или июнь 2023 года).

## Награды
- Герой Российской Федерации,
- Орден За заслуги перед Отечеством 4 степени с мечами,
- 2 ордена Мужества,
- орден «За военные заслуги»,
- медаль ордена «За заслуги перед Отечеством» 1-й степени,
- медаль ордена «За заслуги перед Отечеством» 2-й степени,
- Медали Российской Федерации.